# Złodzieje rowerów
Złodzieje rowerów (wł. Ladri di biciclette) – film produkcji włoskiej z 1948 w reżyserii Vittoria De Siki. Nagrodzony Oscarem dla najlepszego filmu nieanglojęzycznego.
W 1995, w stulecie narodzin kina, obraz De Siki znalazł się na watykańskiej liście 45 filmów fabularnych, które propagują szczególne wartości religijne, moralne lub artystyczne.

## Fabuła
Film opowiada historię Antonia Ricciego z Val Melaina (Rzym), bezrobotnego Włocha z czasów depresji gospodarczej tuż po II wojnie światowej. Ma on na utrzymaniu żonę i dwójkę dzieci, rozpaczliwie potrzebuje pracy i pieniędzy. Gdy w końcu dostaje dobrą pracę przy rozklejaniu plakatów, jego radość zakłóca warunek, że musi mieć własny rower do przemieszczania się. Jego żona Maria zastawia domowe prześcieradła, by z kolei wykupić jego rower z lombardu.
Niestety, wkrótce po rozpoczęciu pracy przez Antonia jego rower zostaje mu ukradziony spod nosa przez młodego bezczelnego złodzieja, gdy zajęty jest plakatowaniem.
Policja nie daje mu wielkich nadziei na odzyskanie roweru. Antonio z synkiem Brunem i dzielnicowym „donem” odwiedzają podejrzany bazar części, jednak długotrwałe poszukiwania nie przynoszą rezultatu. Potem ojciec i syn muszą radzić sobie sami. Raz dostrzegają złodzieja, gdy rozmawia z żebrakiem, jednak pierwszy znika, a drugi milczy jak grób.
Antonio wobec widma głodu odwiedza nawet wyśmiewaną przez siebie wcześniej wróżkę i pyta o losy pojazdu. Ta odpowiada: „Znajdziesz rower szybko albo wcale”. I rzeczywiście, kiedy wychodzi z jej domu, natyka się na złodziejaszka, którego poszukiwał.
Złodziej ucieka do swojej ubogiej dzielnicy, ukrywa się w domu publicznym, w końcu schwytany przez Antonia na ulicy zaprzecza oskarżeniom i udaje atak padaczki, co powoduje wrogość zebranego tłumu wobec intruza. Wezwany przez Bruna policjant tłumaczy Antoniowi, że ten nie ma dowodów, jego świadectwo nie wystarcza, poza tym sąsiedzi chłopaka są gotowi dostarczyć mu fałszywe alibi. Antonio musi opuścić agresywnie już teraz nastawioną do niego okolicę.
W końcu zdesperowany bohater postanawia sam ukraść rower, jednak zostaje natychmiast schwytany przez czujnych tym razem obywateli. Upokarzają go, policzkują na oczach syna i prowadzą na policję, jednak właściciel roweru, widząc smutek dziecka, postanawia w końcu nie zgłaszać kradzieży. W ostatniej scenie zapłakani ojciec i syn, trzymając się za ręce, idą w anonimowym tłumie.

## Obsada
- Lamberto Maggiorani – Antonio Ricci
- Lianella Carell – Maria Ricci
- Elena Altieri – wróżka
- Enzo Staiola – Bruno Ricci
- Vittorio Antonucci – złodziej
- Giulio Chiari – doktor

## Ograniczenia wiekowe
W większości krajów obowiązuje ograniczenie od 12 lat lub zalecany dozór rodziców, ze względu na kilka umiarkowanie drastycznych scen, scenę z piciem alkoholu oraz sporadyczne przypadki przekleństw oraz spoliczkowanie dziecka przez ojca.